# Линија 60 (Београд)
Линија 60 је линија јавног градског превоза у Београду која саобраћа на релацији Зелени венац – Нови Београд /Топлана/. Ова аутобуска линија представља важну везу између старог градског језгра и пословно-стамбених блокова Новог Београда. Поред основне линије, постоји и варијанта 60Л, која има продужену трасу до Музеја савремене уметности.

## Траса и стајалишта
Траса линије се разликује у зависности од смера, а према званичним подацима ГСП "Београд".

### Смер А: Зелени венац → Нови Београд /Топлана/
- Улице: Југ Богданова → Поп Лукина → Бранков мост → Булевар Николе Тесле → Ушће → Старо сајмиште → Бродарска → Савски насип → Јурија Гагарина → Милентија Поповића → Булевар Милутина Миланковића → Антифашистичке борбе → Савски насип → Нови Београд /Топлана/.

| Р.Б. | Назив стајалишта                  | Шифра |
| ---- | --------------------------------- | ----- |
| 1    | Зелени венац                      | 1047  |
| 2    | Бранков мост                      | 297   |
| 3    | Нови Београд /Ушће/               | 2847  |
| 4    | Старо сајмиште                    | 1050  |
| 5    | Славка Шландера                   | 1052  |
| 6    | Мост "Газела"                     | 1054  |
| 7    | Железнички мост "Сава"            | 1056  |
| 8    | Нови железнички мост              | 1058  |
| 9    | ЈРБ                               | 1060  |
| 10   | Милутина Миланковића              | 482   |
| 11   | Железничка станица "Нови Београд" | 2280  |
| 12   | ГП "Рад"                          | 1063  |
| 13   | Нови Београд /Топлана/            | 1065  |

### Смер Б: Нови Београд /Топлана/ → Зелени венац
- Улице: Нови Београд /Топлана/ → Савски насип → Јурија Гагарина → Савски насип → Бродарска → Старо сајмиште → Бранков мост → Бранкова → Зелени венац.

| Р.Б. | Назив стајалишта             | Шифра |
| ---- | ---------------------------- | ----- |
| 1    | Нови Београд /Топлана/       | 1064  |
| 2    | ГП "Рад"                     | 1062  |
| 3    | Београдска аутобуска станица | 2279  |
| 4    | ЈРБ                          | 1059  |
| 5    | Нови железнички мост         | 1057  |
| 6    | Железнички мост "Сава"       | 1055  |
| 7    | Мост "Газела"                | 1053  |
| 8    | Славка Шландера              | 1051  |
| 9    | Старо сајмиште               | 1049  |
| 10   | Бранков мост                 | 296   |
| 11   | Зелени венац                 | 1046  |